# Pedagnalonga
La Pedagnalonga è una gara di atletica leggera su strada e sterrato, la cui prima edizione si è tenuta nel 1973, a Borgo Hermada (Terracina). Si svolge sulla distanza della mezza maratona (21,0975 km), con partenza dal centro abitato e arrivo nello stesso punto dopo un percorso che, tra asfalto e sterrato, s'intreccia a quello della storica Passeggiata (circa 16 km) enogastronomica lungo le strade e nel verde delle campagne pontine, attraverso i caratteristici poderi della Bonifica. Il leader in assoluto,con 3 vittorie e il sig. Del Duca Piercarlo.
Detentore del record in 53 minuti.
La Pedagnalonga è nata in occasione delle domeniche di austerity, da un gruppo di ragazzi del posto che l'hanno poi trasformata in un evento sempre più importante. Nelle ultime edizioni ha coinvolto complessivamente oltre 6.000 persone e ancora oggi conserva intatto lo spirito della storica camminata lungo le strade e nel verde delle campagne di Borgo Hermada.
La Pedagnalonga rispetta l’ambiente e fa parte degli eventi Giornata della Terra.
Tra i partecipanti più illustri che hanno preso parte alla Pedagnalonga si possono ricordare Franca Fiacconi, ex maratoneta italiana e vincitrice della Maratona di New York nell'edizione del 1998.

## Il Percorso
La Pedagnalonga si svolge su un percorso di notevole fascino paesaggistico e attraverso i luoghi che hanno caratterizzato la storia antica e moderna di questa parte del territorio di Terracina.
Il ritrovo e la Partenza sono fissati in Piazza IV Novembre (che ricorda la vittoria italiana e la fine della Guerra Mondiale), centro del nucleo storico di Borgo Hermada, sorto nel 1935 con la bonifica integrale voluta da Mussolini e realizzata dai Consorzi di Piscinara e Pontino, e dall’Opera Nazionale Combattenti. Di tale nucleo urbano rivestono particolare interesse architettonico la Chiesa di S. Antonio (realizzata su progetto degli architetti Scalpelli - Montuori - Piccinato - Cancellotti); l’edificio della vecchia Scuola Rurale il vecchio fabbricato delle Poste con annessa Casa del Fascio e Dopolavoro; il “Villino” del Direttore dell’Azienda Agraria del Borgo (tutti questi edifici sono stati realizzati dall’O.N.C. ed oggi di proprietà privata). Non meno interessante è il Monumento ai Caduti, realizzato da Duilio Cambellotti nel 1951 ed ubicato nel giardino posto al centro della piazza.
Si percorre, quindi, Via Cesare Battisti per quasi tutta la sua lunghezza, girando a sinistra e, attraverso la campagna, arrivando alla Via Migliara 58 (nome derivato dal fatto che tali strade, costruite alla fine del Settecento, durante la bonifica voluta da papa Pio VI Braschi, vennero realizzate in senso perpendicolare alla Via Appia, ad un miglio di distanza l’una dall’altra, recuperando i segni degli antichi migliari romani) per poi prendere la Via Mortola (il nome ricorda il vecchio Fiume Mortula su cui venne impiantata l’idrovora di Caronte) dove si abbandona l’asfalto.
Viene costeggiato il Canale La Botte (costruito con la bonifica di Pio VI alla fine del Settecento, questo canale serve allo scolo dei terreni posti tra il Linea Pio ed il Sisto: inizia tra le migliare 42 e 43, corre parallelamente al Linea e si scarica nel Diversivo di Linea a circa 3,5 km da Badino) per arrivare sulla Migliara 57.
A questo punto i podisti che gareggiano per la sezione agonistica girano a destra in direzione Ponte Maggiore (ponte di origine romana venne ricostruito nel 1779 da papa Pio VI, distrutto nel 1943 dai tedeschi in ritirata e ricostruito dal Consorzio nel dopoguerra) dove il bel Casale che si nota sulla Via Appia è l’ultima Stazione di Posta pontificia prima di Terracina, fatta costruire nel 1784 da Pio VI); i partecipanti alla Passeggiata, invece, vanno a sinistra fino all’incrocio con la Via Macchiarella (il cui nome ricorda il vecchio toponimo della Macchiarella di Caronte e, cioè, una piccola area – da cui il diminutivo – coperta dalla macchia) che sarà percorsa fino all’incrocio con la Via Guardiola (nome, anche questo, derivato dal toponimo locale della Piscina della Guardiola) dove si ricongiungeranno con il gruppo degli atleti in gara.
Qui si incontrano due importanti impianti idrovori: Caronte e Calambra, i quali consentono di tenere permanentemente asciutti circa duemila ettari di terreni a bassa giacitura: il primo, realizzato nel 1924 all’incrocio tra il Fiume Mortula e il Fiume Storticchia, porta il nome della famosa Piscina di Caronte; il secondo, realizzato invece nel 1933 a poca distanza dal primo ed in collegamento con esso, porta il nome della Piscina della Calambra.
Continuando si percorre la Via Guardiola dove, tagliando per i campi, si raggiunge la Via Macchia di Piano II (è questa una delle tre strade poderali realizzate dall’ONC nel 1932/34, le quali, perpendicolari alla Migliara 58 attraversano la famosa Macchia di Piano, da cui prendono il nome). Alla fine della Via Macchia di Piano II si imboccaa sinistra la Via Circondariale (questa strada, che allaccia le tre strade poderali già ricordate, deve il suo nome al fatto che circonda e, quindi, delimita, nel lato sud e per tutta la sua estensione, la vasta area della Macchia di Piano, recuperando l’antico tracciato viario che dal Ponte della Crocetta sul Fiume Sisto giungeva al Fiume Mortula e alla Tenuta di Capo di Piano, sito dell’attuale borgo) fino ad arrivare alla Via Macchia di Piano I. Sul lato destro di questo tratto della Via Circondariale si trovano i terreni dei famosi Pantani da Basso, una zona di circa 1.250 ettari bonificata nel 1935 con la costruzione dell’impianto idrovoro che porta lo stesso nome.
Attraverso i campi si arriva infine nella parte di nuova espansione residenziale di Borgo Hermada, fino all’Arrivo posto in Piazza IV Novembre.